# Maribel Medina
Maribel Medina (Pamplona, 1969) es una escritora y promotora cultural española, reconocida por su contribución al fomento de la lectura, especialmente en el ámbito rural. En 2024, su asociación Mi Pueblo Lee fue galardonada con el Premio Nacional de Fomento de la Lectura, otorgado por el Ministerio de Cultura.

## Trayectoria
Antes de dedicarse por completo a la escritura y la filantropía, Medina trabajó para diversas editoriales y fue profesora de matemáticas. Es la fundadora de la ONG Women's Time, cuyo lema es "Mujer + Educación = Desarrollo". Además, es conocida por su serie de novelas negras La Trilogía de la Sangre, compuesta por Sangre de barro (2014), Sangre intocable (2015) y Sangre entre la hierba (2019), protagonizadas por la forense Laura Terraux y al agente de la Interpol Thomas Connors.
En 2016, organizó la primera edición del festival literario Almoradiel Lee en La Puebla de Almoradiel, en Toledo, tras constatar que la visita de escritores a pueblos pequeños era un evento insólito. Este festival literario fue el precursor de la asociación Mi Pueblo Lee, fundada por Medina en 2020. La asociación trabaja para fomentar la lectura en el medio rural, equilibrando las oportunidades de acceso a la literatura entre habitantes de pueblos y ciudades. La asociación organiza festivales literarios itinerantes, llevando la cultura a zonas con menos acceso a eventos literarios.

## Obra
- 2014 – Sangre de barro. Trilogía de la sangre 1. Editorial Embolsillo. ISBN 978-84-16087-38-9.
- 2015 – Sangre intocable. Trilogía de la sangre 2. Editorial Embolsillo. ISBN  978-84-16363-50-6.
- 2019 – Sangre entre la hierba. Trilogía de la sangre 3. Editorial Embolsillo. ISBN 978-84-17108-95-3.
- 2019 – El niño hoja. Con ilustraciones de Javier Ripa. Cazador de Ratas. ISBN 9788417646349.

## Reconocimientos
En 2024, la asociación Mi Pueblo Lee fue galardonada con el Premio Nacional al Fomento de la Lectura, otorgado por el Ministerio de Cultura de España. Este premio reconoce la trayectoria de la asociación en el fomento de la lectura en áreas rurales y su impacto cultural a nivel nacional.